# Берген (Фогтланд)
Берген (њем. Bergen) општина је у њемачкој савезној држави Саксонија. Једно је од 45 општинских средишта округа Фогтланд. Према процјени из 2010. у општини је живјело 1.061 становника. Посједује регионалну шифру (AGS) 14523050.

## Географски и демографски подаци
Берген се налази у савезној држави Саксонија у округу Фогтланд. Општина се налази на надморској висини од 460 метара. Површина општине износи 8,3 km². У самом мјесту је, према процјени из 2010. године, живјело 1.061 становника. Просјечна густина становништва износи 128 становника/km².